# Битва при Басе (1810)
В битве при Басе 4 ноября 1810 года имперские французские войска под командованием генерала Жан-Батиста Мийо сражались с испанским корпусом во главе с генералом Хоакином Блейком. Когда испанский командующий позволил своим войскам рассредоточиться, Мийо атаковал их кавалерией и разгромил авангард Блейка, нанеся ему большой урон. Испанские войска отступили в провинцию Мурсия. Баса находится на трассе 342 примерно в 80 км к северу от Альмерии. Битва произошла во время Пиренейских войн, являющихся частью наполеоновских войн.
Захват армией короля Жозефа Бонапарта Андалусии резко увеличил территорию, которую ему теперь приходилось защищать. Три корпуса французского маршала Сульта постоянно отражали испанские и британские угрозы с суши и моря. В Басе французы разбили одну испанскую колонну. Через несколько месяцев в Барросе произошло ещё одно столкновение.

## Предыстория
18 и 19 ноября 1809 года главная испанская армия потерпела катастрофическое поражение в битве при Оканье. Неделю спустя в битве при Альба-де-Тормес была разбита вторая испанская армия. Пока испанцы отчаянно пытались собрать новую армию для защиты юга Испании, король Жозеф Бонапарт решил вторгнуться в Андалусию. Поскольку его королевская сокровищница опустела, он хотел включить этот богатый регион в свои владения.
В январе 1810 года маршал Виктор имел в своем 1-м корпусе 22 664 солдата. Виктор командовал тремя пехотными дивизиями, одной драгунской дивизией в 2260 человек и лёгкой кавалерийской бригадой в 823 человек. Дивизионный генерал Себастьяни возглавлял 10 125 солдат из 4-го корпуса. Это соединение включало в себя две слабые пехотные дивизии, одну драгунскую дивизию из 1721 человека и одну лёгкую кавалерийскую бригаду из 1351 человека. Маршал Мортье руководил 5-м корпусом в 16 612 солдат. У Мортье насчиталось две сильные пехотные дивизии и одна кавалерийская дивизия в 2127 человек. Кроме того, Жозефу было доступно подкрепление в 8354 человек.
В январе и феврале 1810 года армия Жозефа быстро захватила Андалусию. Однако им не удалось захватить Кадис, и этот город успешно противостоял французам с 5 февраля 1810 года по 25 августа 1812 года. После этого император Наполеон назначил маршала Никола Сульта управлять Андалусией. Однако вскоре маршалу стало непросто защищать вновь завоёванную территорию от многочисленных угроз. Сульт развернул 5-й корпус Мортье для защиты португальской границы на северо-западе, 4-й корпус наблюдал за мурсийской границей на востоке, а Виктор и его 1-й корпус продолжали осаду Кадиса. Поскольку британский флот контролировал море, он мог легко перевозить британские и испанские войска, чтобы угрожать французским позициям на побережье. 13 октября 1810 года один из таких набегов привел к унизительному для британцев поражению в битве при Фуэнхироле.

## Битва
В августе 1810 года 4-й корпус Себастьяни появился перед городом Мурсия. Командующий французским корпусом обнаружил, что войска Блейка заняли мощные оборонительные сооружения вокруг города. Когда он узнал, что испанские партизаны захватили два небольших андалузских порта и находятся на окраине Гранады, Себастьяни быстро отказался от попытки захватить Мурсию и поспешил вернуться, чтобы обезопасить Гранаду.

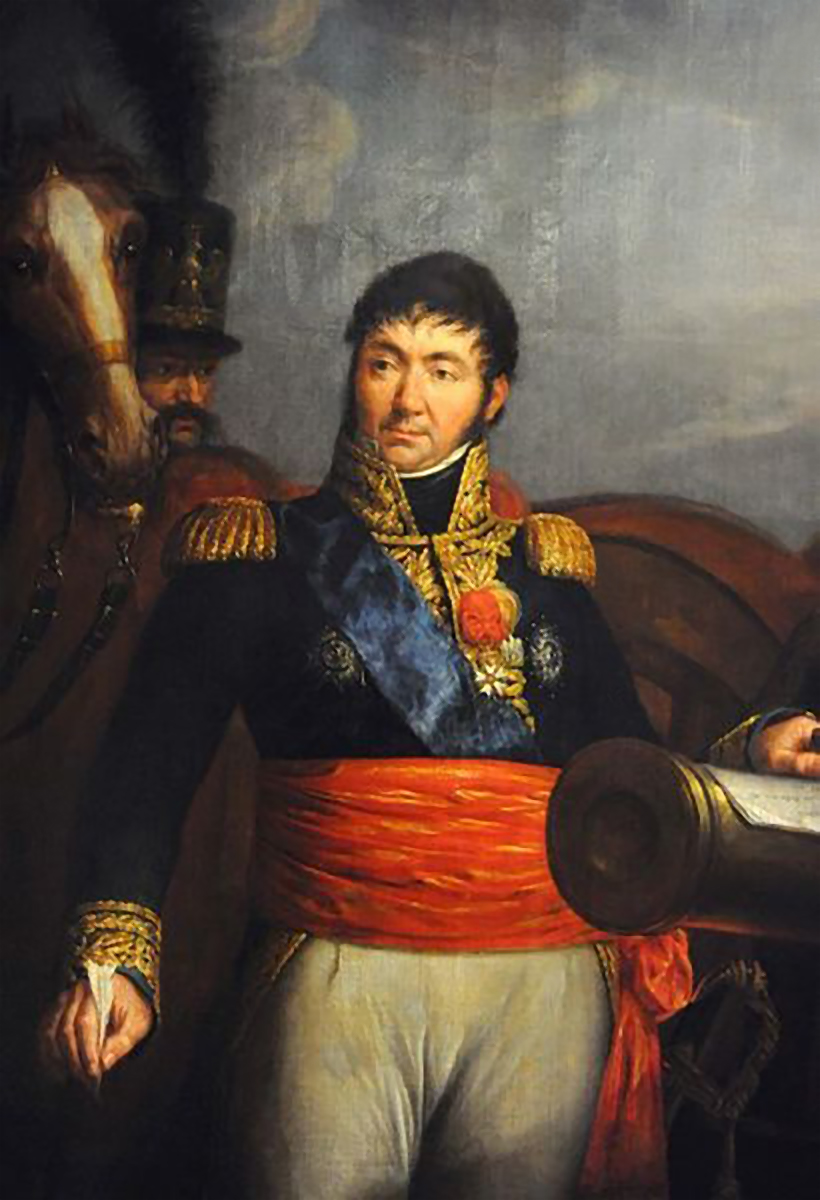
Эдуар Мийо

После нескольких недель пребывания на границе между Мурсией и Андалусией 2 ноября Блейк начал наступление, имея при себе армию в 8 тыс. пехотинцев, 1 тыс. кавалеристов и 12 орудий. 3-го испанский генерал занял Кульяр и продолжил движение. Вечером 3 ноября он остановился на ночлег, неосмотрительно позволив своим войскам рассредоточиться. Авангард Блейка в 3 тыс. пехотинцев и кавалеристов расположился лагерем возле Баса. Тем временем его арьергард в 2 тыс. человек оставался недалеко от Кульяра, а оставшаяся дивизия находилась между этими двумя городами. Услышав о прибытии испанцев, генерал Мийо направил свою конницу в Басу, которая прибыла туда утром 4-го. Сам Мийо присоединился к 2 тыс. французских пехотинцев, которые удерживали Басу.
Бригадный генерал Жан-Пьер-Антуан Рей командовал бригадой из 1-й дивизии Себастьяни, в которую входил один батальон 32-го и три батальона 58-го линейных пехотных полков. Кавалерийская дивизия Мийо в 1,3 тыс. клинков состояла из 5-го, 12-го, 16-го, 20-го и 21-го драгунских полков и польских уланов Вислинского легиона. У французов также было две батареи конной артиллерии.
Развернувшись по обе стороны главной дороги, Мийо атаковал конницу Блейка и разбил её. Отступающие испанские всадники врезались в свою же пехоту. Когда французские драгуны и польские уланы атаковали застигнутых врасплох испанских пехотинцев, те бросились бежать. Всадники Мийо рассекли авангард Блейка на части, зарубив множество солдат, а остальных взяв в плен. Но когда французы столкнулись со второй испанской дивизией, построенной в труднопроходимой для кавалерии местности, они воздержались от атаки. Блейк немедленно приказал отступить к Кульяру.

## Итог
Потеряв 200 убитых и раненых (все из них были кавалеристами), войска Мийо убили и ранили 500 испанцев. Кроме того, французы захватили 1 тыс. пленных и шесть орудий. Блейк вернулся в Мурсию, где оставался до конца года. Следующим сражением в этом районе была битва при Барросе 5 марта 1811 года, в которой британский генерал-лейтенант Томас Грэхэм нанёс поражение корпусу Виктора.